# Музей „Литературна Стара Загора“
Музей „Литературна Стара Загора“ е специализиран общински музей в Стара Загора. Създаден е на 16 февруари 1961 г.
В музея се съхраняват хиляди документи, автентични ръкописи и експонати, оригинални веществени паметници, изключително редки печатни издания и произведения на изкуството, свързани с личния живот и творчеството – както в България, така и в чужбина – на значителна част от писателите и поетите, свързани със Стара Загора.

## Писатели и поети
Представя и съхранява творби на автори като Иван Вазов, Стефан Стамболов, Анастасия Тошева, Христо Ваклидов, Тодор Стоянович, Даскал Петър Иванов, Димитър Наумов, Атанас Илиев, Теофано Попова, Георги Бакалов, Кирил Христов, Пейо Яворов, Георги Илиев, Димитър Подвързачов, Ботьо Савов, Георги Райчев, Борис Бакалов, Николай Лилиев, Стефан Тинтеров, Богдан Баров, Димитър Чорбаджийски – Чудомир, Антон Берсенев, Иван Хаджихристов, Константин Германов, Атанас Илиев, Борис Марзоханов, Гео Милев, Никола Икономов, Иван Мирчев, Добчо Попов, Димитър Митов, Магда Петканова, Иван Захариев, Ами Бакалов, Димитър Караджов, Офелия Касабова, Константин Коняров, Христо Огнянов, Димитър Рачев, Антон Михайлов, Димана Данева, Веселин Ханчев, Стоян Каролев, Христо Кацаров, Димитър Данаилов, Павел Матев и др.

## Художници
В се съхраняват произведения на изкуството от Елисавета Консулова-Вазова, Цветана Щилиянова, Александър Божинов, Райко Алексиев, Константин Трингов, Васил Димов, Борис Денев, Петър Морозов, А. Меерсон, Димитър Гюдженов, Марин Тачев, Димитър Караджов, Иван Соларов, Георги Славов, Михаил Саздов, Александър Поплилов, Евгения Илиева-Лепавцова, Сабина Вазова, С. Пенчев и др.